# Peptídeo sinal
Peptídeo sinal é uma sequência que possui entre 15 e 30 aminoácidos geralmente localizada na região N-terminal de proteínas.. Muitas das proteínas sintetizadas nos compartimentos celulares não desempenham seus papéis biológicos necessariamente nos locais onde são geradas, necessitando ser exportadas para a região específica onde exercerão suas funções. A sequência do peptídeo sinal tem por função marcar as proteínas que serão exportadas para determinados locais, como por exemplo, o ambiente extracelular. Estas proteínas são reconhecidas por meio do peptídeo sinal, o qual, após a exportação, é removido da proteína por meio da ação de proteases. Peptídeos sinais também podem ser compostas por sequências localizadas internamente em proteínas, não sendo posteriormente removidas, mantendo-se como parte integrante da proteína.